# Flagman Island
Flagman Island är en ö i Antarktis. Den ligger i havet utanför Östantarktis. Australien gör anspråk på området. Flagman Island ligger i sjön Vetvistoe.